# Enaria
Enaria  es un género de coleópteros escarabeidos. Es el único género de la subtribu Enariina que contiene las siguientes especies.

## Especies seleccionadas
- Enaria alluaudi	(Dewailly 1950)
- Enaria ambalavaoensis	Lacroix 1993
- Enaria andriai	Lacroix 1993
- Enaria antanala	Kunckel 1887
- Enaria asperula	Fairmaire 1899
- Enaria betiokensis	Lacroix 1993
- Enaria biapicata	Fairmaire 1901
- Enaria bicallosa	Dewailly 1950
- Enaria biguttula	Dewailly 1950
- Enaria bourgini	Dewailly 1950
- Enaria carinulata	Fairmaire 1903
- Enaria conspurcata	(Klug 1833)
- Enaria depressiuscula	Waterhouse 1882
- Enaria dilutipes	(Dewailly 1950)
- Enaria eliei	Lacroix 1993
- Enaria fairmairei	Dewailly 1950
- Enaria farafanganae	Fairmaire 1899